# Mòng biển Bonaparte
Mòng biển Bonaparte (danh pháp khoa học: Chroicocephalus philadelphia là một loài chim trong họ Laridae.
Loài này được tìm thấy chủ yếu ở Bắc Mỹ.

## Mô tả
Mòng biển của Bonaparte là một loài nhỏ, lớn hơn chỉ hơn mòng biển nhỏ và mòng biển Saunders trong số tất cả các loài mòng biển. Chim trưởng thành dài 28–38 cm (11–15 in) với sải cánh 76–84 cm (30–33 in) và cân nặng 162–270 g (5,7–9,5 oz). Chúng có chỏm đầu màu đen và mỏ ngắn mỏng sẫm. Lông chủ yếu là màu trắng với màu xám nhạt ở lưng và trên cánh. Dưới cánh màu nhạt và những mũi cánh tối màu. Chúng có chân màu hồng. Vào mùa đông, đầu có màu trắng.
Trong mùa hè đầu tiên của chúng, bề ngoài của mòng biển Bonaparte là tương tự như trong mùa đông đầu tiên của chúng, nhưng nhạt màu do lông. Ít hơn 5% mòng biển Bonaparte có chỏm đầu tối trong mùa hè đầu tiên của chúng, và những cá thể có chỏm đầu tối, chỏm đầu sẽ có màu nhạt hơn so với chim trưởng thành mùa sinh sản.

## Hình ảnh

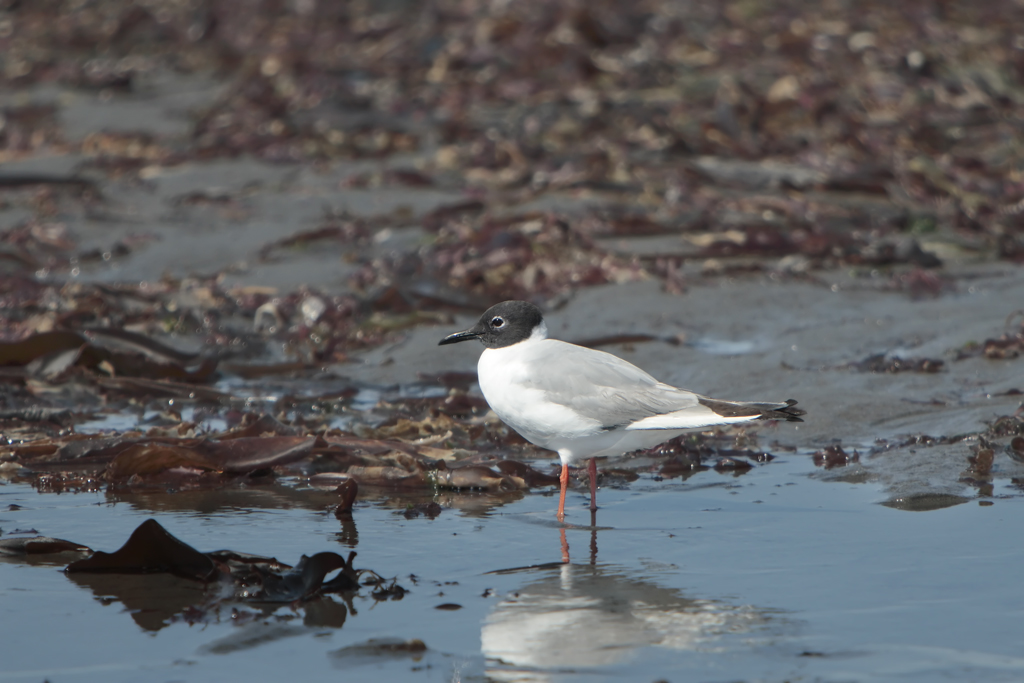
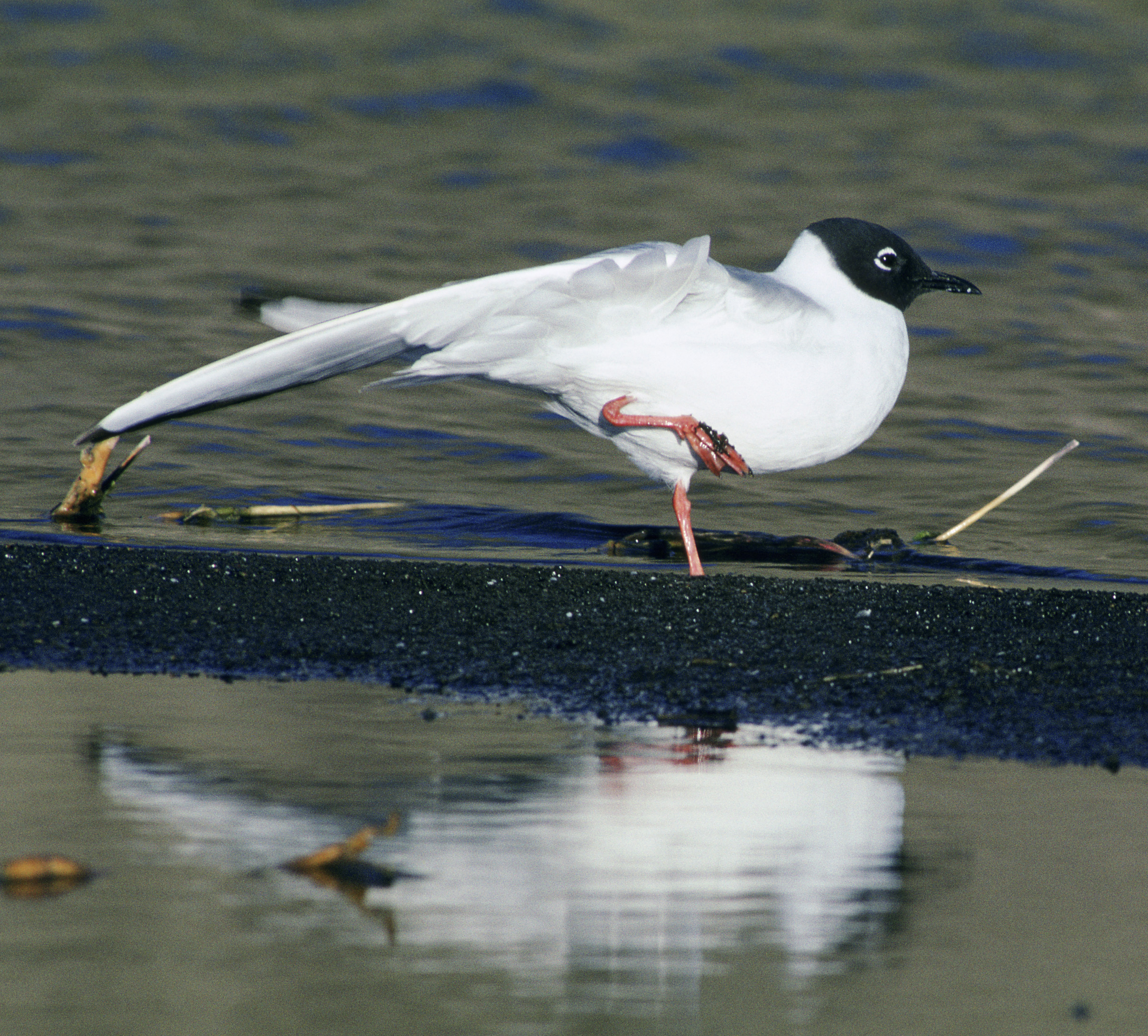
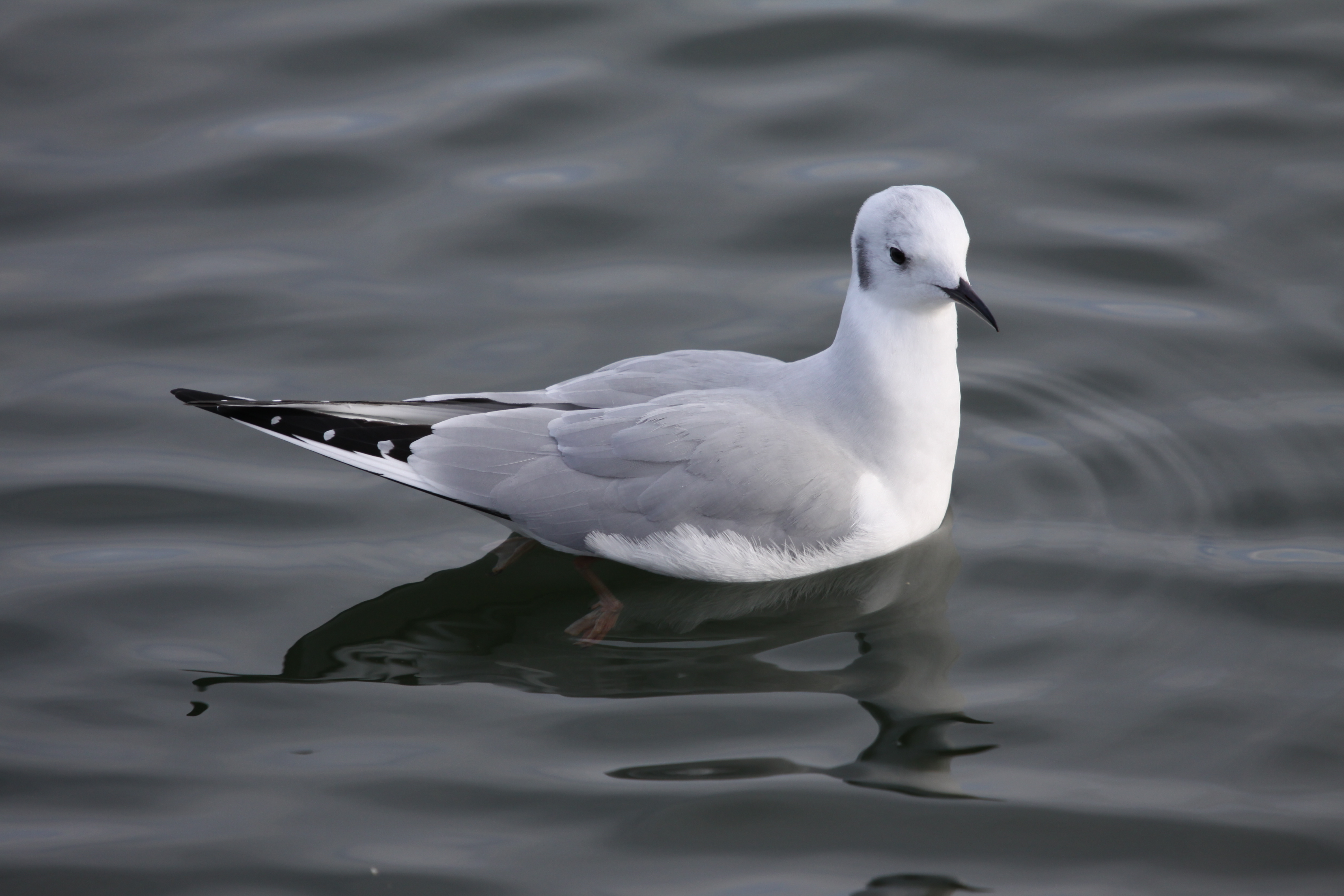
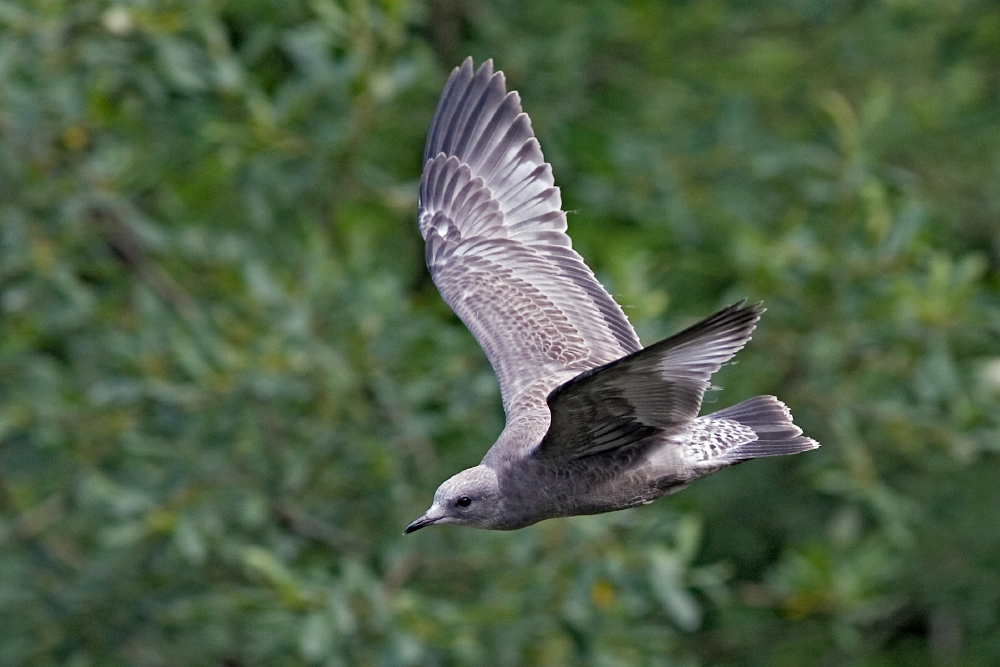
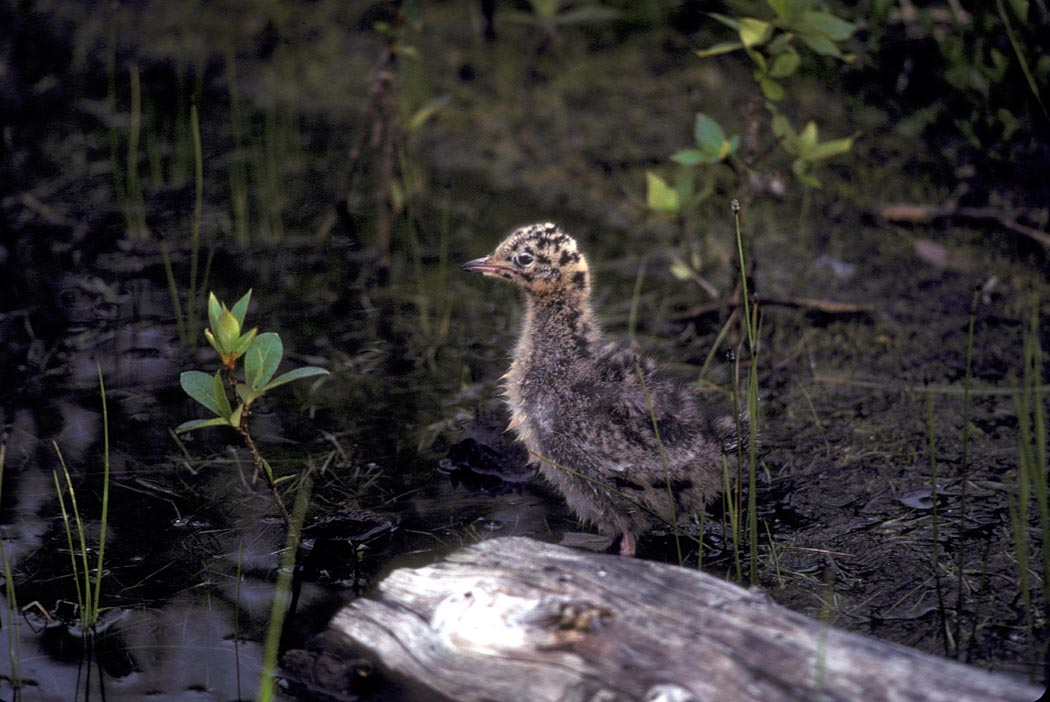